# Gaby Köster

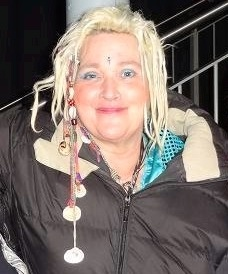
Gaby Köster (2013)

Gabriele Wilhelmine „Gaby“ Köster, bürgerlich Gabriele Frings  (* 2. Dezember 1961 in Köln-Nippes), ist eine deutsche Schauspielerin, Komikerin und Autorin.

## Leben und Karriere
Köster begann nach dem Besuch der Realschule eine Ausbildung zur Erzieherin, die sie drei Wochen vor Abschluss aufgab. Anschließend widmete sie sich der Musik und der Malerei; einige ihrer Bilder wurden auch in Ausstellungen gezeigt. Um ihren Lebensunterhalt zu finanzieren, jobbte sie nebenbei in der Kölner Südstadt-Kneipe Out.
Dort lernte sie 1987 den damals noch kaum bekannten Jürgen Becker kennen, der sie um einige Sketche für eine Radiosendung bat. Sie schrieb einen Text und war überrascht, als dieser dann tatsächlich im WDR-Hörfunk in der Unterhaltung am Wochenende Verwendung fand. Es folgten regelmäßige Radioauftritte und später eigene Sendungen. 1991 trat sie erstmals im Fernsehen auf – ebenfalls beim WDR. 1990 und 1991 war sie Mitglied der Prunksitzunk, einer alternativen Karnevalssitzung, die von einigen Abtrünnigen der Stunksitzung ins Leben gerufen worden war, an der auch Wilfried Schmickler, Rich Schwab u. a. mitwirkten. Von 1991 bis 1995 gehörte Köster dann zum Ensemble der Stunksitzung.
Einem breiteren Fernsehpublikum wurde Köster durch Gastauftritte bei RTL Samstag Nacht bekannt. Ab 1996 bis zur Einstellung der Sendung 2005 gehörte sie zum festen Ensemble der von Rudi Carrell produzierten Show 7 Tage, 7 Köpfe. Daneben spielte sie von 1999 bis 2003 in der Comedy-Serie Ritas Welt die Titelrolle der Rita Kruse. Von 2016 bis 2017 war sie Jurorin in der RTL-Sendung Die Puppenstars. Der Kölner Mundart-Sänger Gerd Köster ist ihr Cousin.

### Persönliches
Anfang 2008 brach Köster ihre erst wenige Wochen zuvor gestartete Tournee Wer Sahne will, muss Kühe schütteln ab. Später wurden auch alle weiteren Auftrittstermine abgesagt. Gegen Zeitungsberichte über eine angebliche Erkrankung ging ihr Management erfolglos mit juristischen Schritten vor.
Erst Anfang September 2011 wurde bekanntgegeben, dass Köster am 8. Januar 2008 einen schweren Schlaganfall erlitten hatte, dessen Folgen wie eine Hemiparese sie körperlich stark beeinträchtigen. Am 7. September 2011 trat sie in der RTL-Sendung Stern TV erstmals wieder in der Öffentlichkeit auf. Über ihren Schlaganfall und die Zeit danach schrieb Köster zusammen mit Till Hoheneder das Buch Ein Schnupfen hätte auch gereicht – meine zweite Chance, das sie auch als Hörbuch einlas. Zu dieser Zeit durften nur Stern und Stern TV aktuelle Bilder von ihr zeigen. In der Verfilmung ihres Buches, die RTL am 17. April 2017 unter dem Titel Ein Schnupfen hätte auch gereicht gezeigt hat, wird Köster von der Schauspielerin Anna Schudt dargestellt. Köster lebt in Köln und hat einen Sohn aus ihrer geschiedenen Ehe mit dem Regisseur Thomas Köller.

## Berufliches

### Fernsehen (Auswahl)
- 1999–2003: Ritas Welt
- 1996–2005: 7 Tage, 7 Köpfe
- 2005: Die Bullenbraut – Ihr erster Fall
- 2006: Die Bullenbraut 2 – Der Tod hat 17 Karat
- 2007: Vollgas!
- 2016–2017: Die Puppenstars, RTL
- 2017: Genial daneben (Gast)
- 2017: Ein Schnupfen hätte auch gereicht (Fernsehfilm)

### Bühne
- Die dümmste Praline der Welt (1999)
- Gaby Köster Live! (2004)
- Wer Sahne will, muss Kühe schütteln! (2007)
- Ein Schnupfen hätte auch gereicht (2012–2013)
- Sitcom (2018–2019)

### CDs
- Die dümmste Praline der Welt (1999)
- Gaby Köster Live on Tour (2006)
- Ein Schnupfen hätte auch gereicht – Meine zweite Chance (Hörbuch, 2011)
- Die Chefin (Hörbuch, 2015)

### Bücher
- Zusammen mit Till Hoheneder: Ein Schnupfen hätte auch gereicht – Meine zweite Chance. Scherz, Frankfurt am Main 2011, ISBN 978-3-502-15188-3 (Platz 1 der Spiegel-Bestsellerliste vom 26. September bis zum 30. Oktober 2011), als Hörbuch bei Random House Audio, Köln 2011, ISBN 978-3-8371-1183-5.
- Die Chefin. Roman, Pendo, München 2015, ISBN 978-3-86612-372-4.
- Zusammen mit Till Hoheneder: Das Leben ist großartig – von einfach war nie die Rede. Ullstein leben, Berlin 2019, ISBN 978-3-96366-066-5.
- Zusammen mit Thomas Köller: Meine Energiewende – Wie ich die Spiritualität als Lebensretter entdeckte. Gräfe und Unzer, München 2024, ISBN 978-3-8338-9359-9.

## Auszeichnungen
- 1996: Gilden Kölsch Preis, Kulturamt der Stadt Köln, zusammen mit ihrem Cousin, dem Sänger Gerd Köster
- 1998: Bambi in der Kategorie Publikumspreis Beste Comedy Show für die Show 7 Tage, 7 Köpfe
- 1998: Goldener Löwe für 7 Tage, 7 Köpfe
- 1999: Deutscher Comedypreis in der Kategorie Beste Comedian
- 1999: Goldener Gong, Fernsehpreis mit dem Team von 7 Tage, 7 Köpfe
- 2000: Adolf-Grimme-Preis als Hauptdarstellerin von Ritas Welt (zusammen mit Peter Freiberg, Michael Gantenberg und Thomas Koch)
- 2000: Deutscher Comedypreis für Ritas Welt
- 2000: Deutscher Fernsehpreis in der Kategorie Beste Schauspielerin Serie
- 2003: Deutscher Comedypreis in der Kategorie Beste Schauspielerin in einer Comedy
- 2004: Preis der beleidigten Zuschauer (zusammen mit Ruth Moschner und Oliver Welke)
- 2007: Deutscher Comedypreis als Beste Comedian
- 2011: LovelyBooks Leserpreis in der Kategorie Bester Buchtitel für Ein Schnupfen hätte auch gereicht
- 2012: Deutscher Comedypreis als Ehrenpreis
- 2018: Recklinghäuser Hurz, Ehren-Hurz